# Sapna Babul Ka... Bidaai
Sapna Babul Ka... Bidaai (सपना बाबुल का ... बिदाई) est une série télévisée indienne en 739 épisodes de 25 minutes, et diffusée du 8 octobre 2007 au 13 novembre 2010 sur Star Plus.
La série a eu un grand succès en Inde et a reçu de nombreuses récompenses.

## Synopsis
Le parcours de deux cousines d'une vingtaine d'années, Sadhana et Ragini Alekh Rajvansh qui s'entendent merveilleusement bien. La première, orpheline, a été adoptée par les parents de cette dernière. Toutes deux vivent donc avec Prakash Chandra, qui assure tendrement son rôle de père, et Kaushalya Sharma, la mère. Cette dernière, victime de son teint foncé, se met à l'idée qu'une peau claire est plus jolie. Elle favorise davantage sa fille Ragini, qui a le teint plus foncé que sa nièce Sadhana, dont celle-ci est considérée comme la princesse de la famille, mais jalousée par sa mère adoptive.

## Fiche technique
- Titre français : Sapna Babul Ka... Bidaai
- Titre original : सपना बाबुल का ... बिदाई
- Réalisation : Rajan Shahi, Romesh Kalra, Sunand Kumar
- Auteur : Rajan Shahi
- Musique : Navin Manish
- Sociétés de production : Star India
- Pays d'origine :  Inde
- Langue : Hindi
- Durée : 25 minutes
- Année de production : 2007-2010

## Distribution

### Acteurs principaux
- Sara Khan : Sadhana Alekh Rajvansh
- Parul Chauhan (en) : Ragini Alekh Rajvansh
- Angad Hasija : Alekh Rajvansh
- Kinshuk Mahajan (en) : Ranvir Rajvansh
- Divya Naaz : Khushi Rajvansh
- Nirali Desai : Tamanna Rajvansh
- Sulagna Panigrahi (en) : Sakshi Rajvansh

### Acteurs récurrents
- Alok Nath : Prakash Chandra Sharma
- Manish Raisinghan (en) : Saket
- Vibha Chibber (en) : Kaushalya Sharma
- Ashita Dhawan (en) : Malti Sharma
- Naveen Saini (en) : Vineet Sharma
- Siddhartha : Kavya Sharma
- Amardeep Jha (en) : Sumitra
- Seema Kapoor : Vasundhara Rajvansh
- Avinash Wadhawan (en) : Inderjit Rajvansh
- Natasha Rana : Ambika Rajvansh
- Ali Raza Namdaar : Satyen Rajvansh
- Vimarsh Roshan : Naveen Rajvansh
- Preeti Puri : Avni Rajvansh
- Rahul Lohani : Karan Rajvansh
- Shafaq Naaz (en) : Guni Rajvansh
- Prerna Wanvari (en) : Shivani
- Madhura Naik

## Distinctions

### Récompenses et nominations
| Date | Distinction       | Catégorie                               | Nom                        | Résultat   |
| ---- | ----------------- | --------------------------------------- | -------------------------- | ---------- |
| 2008 | Zee Gold Awards   | Meilleure actrice débutante             | Sara Khan                  | Lauréat    |
| 2008 | Zee Gold Awards   | Meilleur acteur débutant                | Kinshuk Mahajan            | Lauréat    |
| 2008 | Zee Gold Awards   | Meilleur acteur dans un rôle secondaire | Alok Nath                  | Lauréat    |
| 2008 | Zee Gold Awards   | Meilleur programme                      | Director Kut's Productions | Lauréat    |
| 2008 | Zee Gold Awards   | Meilleure actrice débutante             | Parul Chauhan              | Nomination |
| 2008 | Zee Gold Awards   | Meilleur acteur débutant                | Angad Hasija               | Nomination |
| 2008 | New Talent Awards | Meilleure actrice                       | Sara Khan                  | Lauréat    |
| 2008 | New Talent Awards | Star de l'année                         | Sara Khan                  | Lauréat    |